# Нечерда, Борис Андреевич
Борис Андреевич Нечерда́ (укр. Бори́с Андрі́йович Нечерда́; 1939—1998) — советский и украинский поэт-шестидесятник, прозаик.

## Биография
Родился 11 июля 1939 года в селе Ярешки (ныне Андрушёвский район, Житомирская область, Украина) в семье железнодорожника. Окончил кораблестроительный факультет Одесского института инженеров морского флота.
Жил и работал в Одессе. Несколько лет — сотрудник редакции областной молодежной газеты, ответственный секретарь Одесской организации Союза писателей Украины. Работал на Одесской теле- и киностудиях.
Умер 11 января 1998 года в Одессе (ныне Украина). Похоронен на 2-м Христианском кладбище Одессы.

## Творчество
В 1963 году в издательстве «Маяк» увидел свет первый сборник его стихов с символическим названием «Материк». Он был созвучна годам «хрущёвской оттепели», что дали обществу много надежд и энтузиазма, родили «эстрадную» поэзию и надолго приковали к ней внимание широкого круга советских людей.
Борис Нечерда — автор 12 сборников поэзии и одного романа. В творчестве прослеживается нетрадиционная тематика и поэтика. Писатель показывает проблемы человека, мира и вселенной. Написал поэмы (Шевченко, Данте).
Особенно предвзято вплоть до 1991 года, до распада СССР относились к его творчеству киевские издательства и столичные журналы. Одной из причин этого было регулярное появление стихов одессита на страницах антологий, вышедшие в ряде стран Европы, в США и Канаде в поддержку диссидентского движения на Украине.

## Избранные произведения
- Сборники стихов
  - «Материк» (1965)
  - «Лада» (1965)
  - «Барельєфи» (1967)
  - «Літак у краплі бурштину» (1972)
  - «Танець під дощем» (1978)
  - «Вежа» (1980)
  - «Удвох із матір’ю» (1983)
  - «Поезії» (1984)
  - «Лірика» (1989)
- стихи
  - «Помаранчевий естамп»
  - «Овеха майстрада»
  - «Балада про дитино-матір»
  - «Велогонка у Римі»
  - «Маски»
  - «Заратустра»
  - «Червоне на білому тлі»
  - «Путивль і пісня моєї матері»
  - «Балади про триста коней» и др.
- роман «Смерть курьера»

## Память
- После смерти поэта Лига украинских меценатов, совместно с редакцией журнала «Київ» и Одесской организацией Национального союза писателей Украины учредили Всеукраинскую литературную премию имени Бориса Нечерды.
- В феврале 2016 года в городе Александрия (Кировоградская область), где прошли детство поэта в его честь назвали улицу, на которой он жил.

## Награды и премии
- Национальная премия Украины имени Тараса Шевченко (2000 — посмертно) — за сборник стихов «Последняя книга»